# Унжа (приток Ировки)
Унжа — река в Республике Марий Эл. Правый приток Ировки.

## Описание
Длина реки 11,3 км. Берёт начало в лесном массиве в 3 км к юго-западу от деревни Мари Олма в Куженерском районе на возвышенности Вятский Увал. Общее направление течения — южное. От истока сразу попадает в Параньгинский район. Протекает через село Куракино. Впадает в Ировку по правому берегу чуть выше деревни Ирнур (около 57 км от устья).
Сток зарегулирован. У села Куракино реку пересекает автодорога Куженер — Мари-Турек.
В бассейне реки также находится малая деревня Данилово.